# Briđe
Pour les articles homonymes, voir Bride.
Briđe (en serbe cyrillique: Бриђе) est un village du sud ouest du Monténégro, dans la municipalité de Podgorica.

## Démographie

### Évolution historique de la population
| 1948 | 1953 | 1961 | 1971 | 1981 | 1991 | 2003 |
| ---- | ---- | ---- | ---- | ---- | ---- | ---- |
| 127  | 135  | 117  | 81   | 72   | 34   | 30   |